# 1858
1858 (MDCCCLVIII) je bilo navadno leto, ki se je po gregorijanskem koledarju začelo na petek, po 12 dni počasnejšem julijanskem koledarju pa na soboto.

## Rojstva
- 15. februar - William Henry Pickering, ameriški astronom († 1938)
- 1. marec - Georg Simmel, nemški filozof, sociolog († 1918)
- 1. april - Gaetano Mosca, italijanski pravnik, politični teoretik († 1941)
- 15. april - Émile Durkheim, francoski sociolog († 1917)
- 23. april - Max Karl Ernst Ludwig Planck, nemški fizik († 1947)
- 29. junij - George Washington Goethals, ameriški častnik, gradbenik († 1928)
- 9. julij - Franz Boas, nemško-ameriški etnolog in antropolog († 1942)
- 21. avgust - Rudolf Habsburški, prestolonaslednik Avstro-Ogrske († 1889)
- 27. avgust - Giuseppe Peano, italijanski matematik in logik († 1932)

## Smrti
- 18. marec - Aleksander Terplan, madžarsko-slovenski pisatelj in evangeličanski pastor (* 1816)
- 13. april - Ignacij Knoblehar, slovenski duhovnik, misijonar in raziskovalec (* 1819)
- 10. junij - Robert Brown, škotski botanik, biolog (* 1773)
- 11. junij - knez Klemens von Metternich, avstrijski politik (* 1773)
- 16. junij - John Snow, angleški zdravnik (* 1813)
- 3. november - Harriet Taylor Mill, angleška filozofinja in feministka (* 1807)
- 17. november - Robert Owen, valižanski utopični socialist (* 1771)